# Janet Ayer Fairbank
Janet Ayer Fairbank (7 de junio de 1878 - 28 de diciembre de 1951) fue una escritora y sufragista estadounidense, activista social y política de Chicago y una defensora de las causas progresistas. 

## Biografía
Janet Fairbank, cuyo apellido de nacimiento era Ayer, nació en Chicago, Illinois, el 7 de junio de 1878. Su hermana menor, Margaret Ayer Barnes, también fue escritora y ganadora del Premio Pulitzer.
Fairbank asistió a la Universidad de Chicago y en 1900 se casó con el abogado Kellogg Fairbank, hijo del industrial NK Fairbank. Tuvieron tres hijos, incluida la cantante de ópera Janet Fairbank (1903-1947).
Fairbank publicó su primera novela, Home, en 1910. También escribió cuentos, artículos y siete novelas.
Fue muy activa en política; siendo delegada de la Convención Nacional Demócrata de Illinois en 1924 y en 1932, y una integrante del comité nacional femenil para el partido Demócrata de Illinois de 1924 a 1928.
Fairbank murió en Wauwatosa, Wisconsin, el 28 de diciembre de 1951.